# 4e cérémonie des Critics' Choice Movie Awards
La 4e cérémonie des Critics' Choice Movie Awards, décernés par la Broadcast Film Critics Association, a eu lieu le 19 janvier 1999, et a récompensé les films sortis en 1998.

## Palmarès

### Meilleur film
- Il faut sauver le soldat Ryan

### Meilleur acteur
- Ian McKellen pour le rôle de James Whale dans Ni dieux ni démons et pour le rôle de Kurt Dussander dans Un élève doué

### Meilleure actrice
- Cate Blanchett pour le rôle d'Elizabeth dans Elizabeth

### Meilleur acteur dans un second rôle
- Billy Bob Thornton pour le rôle de Jacob Mitchell dans Un plan simple et de James Carville dans Primary Colors

### Meilleure actrice dans un second rôle
- Kathy Bates pour le rôle de Vince Foster dans Primary Colors

### Meilleure performance d'enfant
- Ian Michael Smith pour le rôle de Simon Birch dans Simon Birch

### Meilleur réalisateur
- Steven Spielberg - Il faut sauver le soldat Ryan

### Meilleur scénario original
- Tom Stoppard & Marc Norman - Shakespeare in Love

### Meilleur scénario adapté
- Scott Smith - Un plan simple

### Meilleur film étranger
- La vie est belle (La vita è bella) •  Italie

### Meilleur documentaire
- Wild Man Blues

### Meilleur film de famille
- 1 001 Pattes

### Meilleur film d'animation
- 1 001 Pattes
- Le Prince d'Égypte

### Meilleur téléfilm
- De la Terre à la Lune

### Meilleure musique de film
- "When You Believe", Whitney Houston & Mariah Carey - Le Prince d'Égypte

### Meilleur compositeur
- John Williams pour la composition de la bande originale de Il faut sauver le soldat Ryan

### Acteur remarquable de l'année
- Joseph Fiennes - Shakespeare in Love et Elizabeth

## Récompenses et nominations multiples

### Nominations multiples
Films
3 : Il faut sauver le soldat Ryan
2 : Un plan simple, Le Prince d'Égypte, Shakespeare in Love, Elizabeth, Primary Colors, 1 001 Pattes

### Récompenses multiples
Films
3/3 : Il faut sauver le soldat Ryan
2/2 : Elizabeth, Un plan simple, Le Prince d'Égypte, Shakespeare in Love, Primary Colors, 1 001 Pattes